# Archeosmylus stigmatus
Archeosmylus stigmatus  (лат.) — ископаемый вид сетчатокрылых рода Archeosmylus из семейства Archeosmylidae (Permithonidae). Обнаружен в триасовых отложениях Австралии (Квинсленд, Mt. Crosby, карнийский ярус, около 230 млн лет). Длина переднего крыла 10 мм. 
Вид Archeosmylus stigmatus был впервые описан по отпечаткам в 1955 году вместе с Archexyela crosbyi, Archebittacus exilis, Lithosmylidia lineata, Mesogryllacris giganteus, T. grandipennis, Neoparachorista perkinsi, N. semiovena, N. splendida, Neopermopanorpa mesembria. Включён в состав рода Archeosmylus Riek 1953 вместе с видами Archeosmylus alysius, Archeosmylus complexus, Archeosmylus pectinatus, Archeosmylus costalis.